# Villa Medici (Firenze)
Villa Medici, la quale non ha niente a che vedere con altre ville omonime possedute dalla famiglia regnante toscana, è una dimora storica fiorentina, situata in via Benedetto Fortini, nel Colle di Montici (Quartiere 3 di Firenze).

## Storia e descrizione
La villa si trova nel primo tratto a destra di via Fortini; si tratta di una costruzione grandiosa, ma poco interessante dal punto di vista architettonico, in quanto era una semplice casa da signore risalente al XVI secolo dei Del Forese. Oggi la villa non presenta più nulla della costruzione originale. 
Dopo numerosi passaggi di proprietà, essa passò ai Trollope, ricchi signori scozzesi, i quali, in ricordo della loro terra di origine, diedero alla villa l'aspetto di un piccolo castello inglese; trasformandola completamente, inserendovi delle torri merlate ottagonali è una grande loggia coronata da una terrazza ad archi gobbi (o a schiena d'asino), la quale si affacciava su di un romantico giardino. 
L'interno fu completamente rimodernato secondo i gusti dei proprietari: essi tappezzarono la biblioteca di cuoio stampato a Cordova e riempiendo l'edificio con colori scuri e arredato con mobili di colore nero, dando così alla villa un'atmosfera tetra e lugubre.